# حكمت قرمان
حكمت قرمان (بالتركية: Hikmet Karaman)‏ هو مدرب كرة قدم ولاعب كرة قدم تركي، ولد في 9 مارس 1960 في Tirebolu ‏ في تركيا. لعب مع تشايكور ريزه سبور.

## وصلات خارجية
- حكمت قرمان على موقع اتحاد تركيا (مدرب) (الإنجليزية)
- حكمت قرمان على موقع قاعدة بيانات كرة القدم.إي يو (الإنجليزية)
- حكمت قرمان على موقع عالم كرة القدم.نت (الإنجليزية)